# Clepsis tetraplegma
Clepsis tetraplegma es una especie de polilla del género Clepsis, categorizada en la tribu Archipini, de la subfamilia Tortricinae.

## Distribución
Se distribuye por Reunión.

## Taxonomía
Fue descrita por Diakonoff en 1957 y publicada en (Clepsodes), Mm. Inst. scient. Madagascar (E) 8: 241.